# Messier 88
A Messier 88 (más néven M88, vagy NGC 4501) egy spirálgalaxis a Coma Berenices (Bereniké haja) csillagképben.

## Felfedezése
Az M88 galaxist Charles Messier francia csillagász fedezte fel, majd katalogizálta 1781. március 18-án.

## Tudományos adatok
Az M88 a Virgo-halmaz tagja. Igen gyorsan, 2281 km/s sebességgel távolodik tőlünk. A galaxisban 1999. május 28-án egy Ia típusú szupernóvát fedeztek fel (SN 1999cl). A galaxis síkja körülbelül 64 fokkal hajlik a látóirányunkhoz képest. Magjában valószínűleg egy szupernehéz fekete lyuk található, melynek tömege 80 millió naptömeg körüli lehet.